# Монастеро ди Ланцо
Монастѐро ди Ла̀нцо (на италиански: Monastero di Lanzo; на пиемонтски: Monasté 'd Lans, Монасте ъд Ланс, на окситански: Moutièr, Моутиер) е село и община в Метрополен град Торино, регион Пиемонт, Северна Италия. Разположено е на 825 m надморска височина. Към 1 януари 2020 г. населението на общината е 3351 души, от които 5 са чужди граждани.